# Knezdol
Knezdol – wieś w Słowenii, w gminie Trbovlje. W 2018 roku liczyła 237 mieszkańców.